# WWE Women's World Championship
Het WWE Women's World Championship is een vrouwelijk professioneel worstelkampioenschap dat geproduceerd en eigendom is van de Amerikaanse worstelorganisatie WWE. Het is een van de top singles-kampioenschappen voor vrouwen onder de drie belangrijkste WWE merken, samen met het WWE Women's Championshipp op Raw en het NXT Women's Championship op NXT.

## Geschiedenis
Na de herintroductie van de WWE merksplitsing en het daaropvolgende draft op 19 juli 2016, werd de toenmalige WWE Women's Champion Charlotte verwezen naar Raw, waardoor SmackDown geen dameskampioenschap meer had. Onmiddellijk na SummerSlam op 23 augustus 2016, aflevering van SmackDown, onthulde SmackDown commissaris Shane McMahon en algemeen directeur Daniel Bryan het SmackDown Women's Championship (de titel van Raw werd later hernoemd). Een six-pack eliminatie challenge wedstrijd was vervolgens gepland voor het evenement Backlash op 11 september 2016 om de inaugurele kampioen te bekronen. De zes vrouwen die op SummerSlam deelnamen aan de tag team wedstrijd werden gekozen voor de sixpack wedstrijd: Alexa Bliss, Becky Lynch, Carmella, Naomi, Natalya en Nikki Bella. Lynch werd de inaugurele kampioen toen ze Carmella voor het laatst uitschakelde. In 2019, bekwam NXT de derde grootste merk in WWE, toen het gelijknamige televisieprogramma verschoven werd naar het USA Network, waarmee het NXT Women's Championship de derde grote titel voor vrouwen werd in WWE.

## Huidige kampioen
| Huidige kampioen | Datum            | Vorige kampioen | Evenement |
| ---------------- | ---------------- | --------------- | --------- |
| Vacant           | 18 augustus 2025 | Noami           | Raw       |